# Tomoko Kawase
 (avril 2011).
Si vous disposez d'ouvrages ou d'articles de référence ou si vous connaissez des sites web de qualité traitant du thème abordé ici, merci de compléter l'article en donnant les références utiles à sa vérifiabilité et en les liant à la section « Notes et références ».
Tomoko Kawase (川瀬智子, Kawase Tomoko, née le 6 février 1975) est la chanteuse japonaise du groupe The Brilliant Green. Elle fait également carrière en solo sous les pseudonymes Tommy February6 et Tommy Heavenly6.

## avec The Brilliant Green
Tomoko Kawase est connue dans le milieu de la musique pour ses performances vocales dans le groupe rock The Brilliant Green. Celle-ci intègre la troupe en février 1995, formée alors de Ryo Matsui (guitare) et de Shunsaku Okuda (basse). The Brilliant Green fait partie des premiers groupes de rock alternatif japonais. Leur son est fortement influencé par un style pop/rock occidental. Tomoko Kawase s'occupe alors de la composition des paroles, chaque chanson est écrite en anglais et japonais. Cela fait de The Brilliant Green un nom assez réputé dans le monde musical. Grâce à leur genre très worldmusic il s'impose dans le 10 « Best Bands on Planet Earth » chroniqué par le très connu Times Magazine.

Le groupe signe avec Sony Records en 1998, sort son premier album The Brilliant Green et enchaîne les succès. Leurs titres tels que Love Again (1998) ainsi que Over Drama (1999) occupent la première place à l'Oricon Chart.
Pourtant vers 2001, The Brilliant Green subit un échec avec l'album Los Angeles qui a un style beaucoup plus sombre, entièrement chanté en japonais et qui arrive en deuxième place dans les chartes mais est un échec commercial par rapport aux deux premiers albums. Le groupe s'autorise alors une pause et disparaît de la grande scène. Le groupe se reforme en 2007 pour fêter leurs dix ans. Une compilation sortira en 2008 ainsi qu'un DVD. Le groupe sort un nouvel album en 2010, BLACKOUT. Le 11 mai 2011, Ryo Matsui quitte le groupe sans donner de raisons à son départ...

## Tommy February6
Après une carrière en groupe, Tomoko prépare sa carrière solo avec le projet Tommy February6 ainsi nommé par son prénom et sa date de naissance.
Tout commence le 25 juillet 2001 avec le single Everyday at the bus stop qui connaît un succès non négligeable[réf. nécessaire]. C'est à la suite de cette popularité inattendue que Tommy February6 sort deux autres singles et un album.
Cette année-là, Tommy incarne aussi la voix du personnage Pikki dans la série Poroppo.
Le ton de ses chansons se démarque alors par des ambiances légères et kawaii contrastées avec une certaine négligence du personnage qu'elle joue. Un monde bercé par une musique inspirée de la Synthpop Anglo Saxonne des années 80.
Fan de petites créatures, elle ira jusqu'à faire un clip avec Pikachu : Lovely Lovely Boy.
Elle fait aussi le générique de l'anime Paradise Kiss avec sa chanson Lonely in Gorgeous.
En 2012, elle participe sous ses deux alias au groupe temporaire Halloween Junky Orchestra de Hyde.

### Discographie
Albums
1. Tommy february6 (6 février 2002)
2. Tommy airline* (17 mars 2004)
3. February & Heavenly (29 février 2012)
4. Tommy Candy Shop ♥ Sugar ♥ Me (12 juin 2013)

Mini Album
1. Halloween Addiction (17 octobre 2012) (il n'y a qu'une piste de Tommy february6)

Compilation
1. Strawberry Cream Soda Pop "Daydream" (25 février 2009)

Singles
1. EVERYDAY AT THE BUS STOP (25 juillet 2001)
2. ♥KISS♥ ONE MORE TIME (21 novembre 2001)
3. Bloomin'! (17 janvier 2002)
4. je t'aime ★ je t'aime (6 février 2003)
5. Love is forever (16 juillet 2003)
6. MaGic in youR Eyes (11 février 2004)
7. L•O•V•E•L•Y ~Yumemiru LOVELY BOY~ (夢見る?) (14 juillet 2004)
8. ♥Lonely in Gorgeous♥ (30 novembre 2005)
9. Be My Valentine (6 février 2013)

Compilations/Autres
1. Hakase-sun - Play Boyz Toyz REGGAY! (13 août 2001)
2. Fruits ~ Beauty Pop Collection (7 août 2002)
3. J POP CD (7 octobre 2003)
4. Okusama wa Majo OST (17 mars 2004)
5. Rekku no Homonsha Deoxys OST (3 août 2004)
6. Diva (28 septembre 2005)
7. Paradise Kiss Original Soundtrack (21 décembre 2005)
8. HIT STYLE (25 janvier 2006)
9. World Standard.06 Sunaga t. experience works ~pieces pour les femmes~ (6 décembre 2006)
10. L25 (4 avril 2007)
11. Detroit Metal City Tribute to Krauser II ~THE METAL MIX~ (28 mars 2008)
12. We Love Cyndi -Tribute to Cyndi Lauper- (23 juillet 2008)
13. Halloween Party du groupe HALLOWEEN JUNKY ORCHESTRA (17 octobre 2012)

## Tommy Heavenly6
En 2003, Tomoko se rend compte que la pureté et la cohérence de son personnage ne sera pas éternelle. Elle décide donc, après un live de la même année, de laisser tomber les lunettes pour se donner un look plus rock alternatif. Le changement se fait immédiatement sentir dans ses compositions ; Heavenly devient alors une sorte d'« anti-february », l'esprit pastel et attachant de Tomoko laissant sa place à son côté rebelle et dangereux, ce qui lui permet d'exprimer une facette plus sérieuse de sa personnalité.

En 2004, Tomoko sort son deuxième album Tommy airline en tant que Tommy February6, l'artiste décidant de conserver ce projet en parallèle de Tommy Heavenly6.
En 2012, elle participe sous ses deux alias au groupe temporaire Halloween Junky Orchestra de Hyde.

### Discographie
Albums
1. Tommy heavenly6 (24 août 2005)
2. Heavy Starry Heavenly (7 mars 2007)
3. I Kill my Heart (29 avril 2009)
4. February & Heavenly (29 février 2012)
5. Tommy ♡ Ice Cream Heaven ♡ Forever (27 novembre 2013)

Mini Album
1. Halloween Addiction (17 octobre 2012)

Compilation
1. Gothic Melting Ice Cream's Darkness "Nightmare" (25 février 2009)

Singles
1. Wait till I can dream (16 juillet 2003)
2. Hey my friend (26 mai 2004)
3. Ready? (20 juillet 2005)
4. I'm Gonna Scream+ (7 juin 2006)
5. Pray (5 juillet 2006)
6. Lollipop Candy♥BAD♥girl (11 octobre 2006)
7. I♥Xmas (6 décembre 2006)
8. Heavy Starry Chain (7 février 2007)
9. Papermoon (10 décembre 2008)
10. Monochrome Rainbow (26 octobre 2011)

Singles Digital
1. Unlimited Sky (15 novembre 2008)
2. I'm Your Devil (22 septembre 2010)
3. Ruby Eyes (2 octobre 2013)

Compilations/Autres
1. Japan For Sale Volume 4 (5 octobre 2004)
2. Love for Nana ~Only 1 Tribute~ (16 mars 2005)
3. Jpop CD2 (1er novembre 2005)
4. Gintama Original Soundtrack (27 septembre 2006)
5. Gintama BEST (25 mars 2009)
6. THE BEST OF SOUL EATER (22 avril 2009)
7. GUNDAM 00 COMPLETE BEST (8 juillet 2009)
8. GUNDAM SONGS 145 (24 février 2010)

## Divers
Le 22 novembre de 2003, Tomoko se marie avec le bassiste de The Brilliant Green.
Depuis elle porte le nom officiel de Tomoko Okuda (奥田智子).

The Brilliant Green se reforme alors et interprète le générique d'ouverture de Gundam 00 : Ash Like Snow. Les deux premiers singles suivront : Stand By Me et Enemy.
En février 2008, elle sort 97-08, compilation de tous les titres de The Brilliant Green qui se vend à 178 401 exemplaires, la propulsant en tête des charts de l' Oricon.
Elle interprète aussi le second opening de l'animé Soul Eater,"Paper moon", le premier opening de l'animé Gintama, "Pray", ainsi que le troisième ending de l'animé Bakuman "Monochrome rainbow".